# Château du Pin (Fabras)
Pour les articles homonymes, voir château du Pin.
Le château du Pin, situé à Fabras (Ardèche), a été construit au XIIe siècle par les Chanaleilles, puis fut fortement remanié au XVIe siècle. L'endroit acquit alors une double fonction : militaire, avec l'ajout de tours de défense ; mais également agricole avec les cultures du domaine. Le château du Pin est typique des maisons fortes de la Cévenne ardéchoise. 
Bâti à flanc de montagne, le château est aujourd'hui entouré de jardins contemporains, de châtaigniers et de terrasses en pierre sèche. L'ensemble constitue aujourd'hui un site consacré à la création contemporaine, ouvert au public depuis 1994 sous forme de musée.

## Situation
Le château du Pin se situe dans le sud-ouest du département de l'Ardèche, à une dizaine de kilomètres à l'ouest d'Aubenas, au sein de la commune de Fabras et du canton de Thueyts.

## Le château du Pin

### Historique

Blason des Chanaleilles.

Les Chanaleilles, les fondateurs des lieux, y demeurèrent jusqu'au début du XVIIIe siècle. Leur blason : « D'or, à trois lévriers de sable, colletés d'argent courant l'un sur l'autre », figure notamment sur une des portes du château. La demeure fut ensuite vendue à la famille Gardon de Boulogne, puis à l'abbé Labro, curé du village de Fabras.
À la Révolution, l'abbé Labro prêta serment à la République puis devint consul de la commune de Fabras. Il fut assassiné dans son château en 1802. Le château et ses terres sont alors partagés lors d'une vente, avant d'être réunifiés au début du XXe siècle par la famille Boissin. Devenu une ferme, le domaine est racheté en 1957 par la peintre Colette Bonzo (1917-1967) et son époux, Elie Bontzolakis.

### Architecture
Des structures initiales du XIIe siècle, sont seulement visibles depuis le début du XVIIIe siècle une petite tour de garde, ainsi que les fondations de salles en rez-de-chaussée. En 1591, durant les Guerres de Religion, l'édifice, bâti sur trois niveaux, est flanqué de quatre tours et surmonté en son centre par une autre tour. Un pigeonnier et de vastes écuries ferment la basse-cour. Depuis le XVIIIe siècle, ne subsistent que trois tours, le pigeonnier et les écuries furent a contrario partiellement détruites. La tour centrale fut quant à elle englobée dans le corps de bâtiment. 
La façade sud possède deux belles portes : l'une, en accolade et construite au XVe siècle, est surmontée des blasons des familles Chanaleilles et Montlaur. Cette porte ouvre sur les anciennes cuisines, bâties en 1591 et 1592, avec une voûte en berceau et une vaste cheminée à voussure ; l'autre porte, d'époque Renaissance, avec piliers et fronton brisé repris du goût de l'Antique, ouvre sur une tour avec escalier à vis desservant le rez-de-chaussée et les deux étages.
Au rez-de-chaussée, l'ancienne salle des gardes, datant du XVIe siècle, comprend des voûtes en croisées d'ogives, ornée d'une grande cheminée à clés. Le premier étage, plafonné à la française, est meublé à l'ancienne. Une petite tour, pourvue de meurtrières, conserve également une voûte en croisée d'ogive.

### Visites
Depuis 1994, le Château du Pin est ouvert au public une partie de l'année. Le site est essentiellement consacré à la création contemporaine : arts visuels, arts vivants, édition s'y retrouvent, notamment dans le cadre des « Estivales du Château du Pin ». Il abrite en permanence une partie de l'œuvre de Colette Bonzo et l'atelier de Martine Diersé, sculpteur et céramiste.

## Les jardins du château

### Historique
Jusqu’en 2001, les terrains environnant le Château du Pin, comprenant prés, terrasses, vergers, châtaigneraies, partie intégrante du domaine agricole, sont quasi à l’abandon depuis 1957. Les deux bassins-lavoirs sont en piteux état, les béalières détruites et les sources sous voûtes effondrées. De surcroît, il ne reste rien du système d’irrigation de la fin du XVIIIe siècle tel qu’il est décrit dans l'acte de vente de 1802. Cet acte précise en détail le partage des eaux sur 24 heures entre les quatre nouveaux propriétaires qui acquirent le domaine.

### Réhabilitation de 2001
Les jardins créés par Martine Diersé en 2001 sont ouverts à la visite. Les jardins mêlent sculptures contemporaines ainsi qu'une importante collection de rosiers anciens. La pénurie d’eau parfois présente conduit à créer un « jardin sec » à l’endroit des écuries brûlées du XVIe siècle, en contrebas de la basse-cour. Les murs rescapés des écuries clôturent le jardin. Une centaine de fleurs-céramique sur tiges de fer à béton sont plantées par bouquets de sept sur des thèmes en rapport avec le corps (têtes grimaçantes, empreintes de mains, de poings, formes rappelant les pieds, les os) et des formes plus florales, à symétrie bilatérale et radiale, sur un socle de pouzzolane en carré cerné de plantes médicinales. Deux gros figuiers d’Algérie plantés dans les années 1960 sont conservés. Le mur ouest est prolongé par une palissade de fleurs céramiques pour protéger ce jardin de l’invasion des chevreuils et des sangliers nombreux dans les forêts ardéchoises. Un petit bois de frênes le long du chemin d’accès au château abrite des personnages féminins grandeur nature, en terre cuite.

### Extensions successives
En 2005 une source est retrouvée au sein du parc, puis captée et protégée par une coque en voile de béton. Elle alimente le vieux lavoir remis en état le long duquel une palissade en grès émaillé est installée. Cette réserve d’eau aboutit dans une réserve voûtée, également réhabilitée, permettant l’arrosage des jardins en contrebas. Le long des murs de ce jardin clos sont plantés en 2006 des hortensias, des camélias, des rosiers grimpants, des petites pervenches en couvre-sol, des acanthes, des hostas, des cœurs-de-Marie. Un deuxième jardin voit le jour en prolongement du précédent, vers l’est, et un troisième au nord-est, avec toujours des plantations de fleurs-céramique, de mâts en bois de châtaigniers tailladés, incisés, scarifiés et de nombreuses glycines menées en palissade et en arbres. Les greffes sculptures-plantes supportent des personnages en grès partiellement émaillé dans les glycines, ainsi qu'une tête dans un micocoulier apparaissent également lors des extensions successives. Un quatrième jardin dans les pentes se développe depuis 2005, avec des structures en fer plantées de rosiers anciens, de clématites, de buis, d’ifs et de cyprès. 
Les rosiers comprennent plus de 130 variétés depuis 2007 avec la création d’un nouveau jardin. En 2009, le « jardin sec » est remplacé par un jardin inspiré des miniatures du Moyen Âge. On y trouve notamment un tressage de fer, une tonnelle abritant un personnage assis en terre cuite, et des rosiers tels que Rosa gallica officinalis, Léda et Blush Damask ; ainsi qu'un vieux cep de vigne. Depuis 2010, pour étaler les floraisons dans l'année, des camélias et des rhododendrons sont installés dans les parties ombreuses des jardins.

### Classement en jardin remarquable
Les jardins du Château du Pin portent le label « Jardin Remarquable » décerné par le Ministère de la Culture. Par leur implantation dans les paysages typiques des terrasses de la Cévenne ardéchoise, les jardins se développent autour du Château du Pin dans un esprit de « nature sauvage », ils comprennent des plantations de rosiers botaniques choisis en fonction de leurs feuillages, de leurs fruits ou de leurs floraisons, modestes ou exubérantes.

### Activités culturelles
Comme le château, les jardins accueillent divers artistes avec comme professions représentées au fil du temps : plasticiens, danseurs, musiciens, verrier, sculpteurs, photographes, architectes, chorégraphes,  musiciens, comédiens et également des écrivains qui y ont lu des textes en public.

## Compléments

### Filmographie
- IMDb : Une femme en bataille (Camille Brottes - 1993)